# Dehnenkopf
Der Dehnenkopf im Harz ist eine etwa 775 m ü. NHN hohe Erhebung nahe Torfhaus im gemeindefreien Gebiet Harz des Landkreises Goslar in Niedersachsen.

## Geographische Lage
Der Dehnenkopf liegt im Oberharz im Nationalpark Harz, an den sich direkt westlich der Erhebung der Naturpark Harz anschließt. Er erhebt sich etwa 1,1 km westnordwestlich von Torfhaus, einem Ortsteil der Bergstadt Altenau. Östlich liegen die Lerchenköpfe (821 m) und westlich befindet sich der Mittelberg (667,1 m). In Richtung Südwesten leitet die Landschaft zum Bruchberg (ca. 927 m) über. Auf der Nordflanke des Dehnenkopfs entspringen der Oker-Zufluss Kalbe und der durch das Kellwassertal fließende Oker-Zufluss Kellwasser. Westlich vorbei fließt der kleine Kellwasser-Zufluss Nabe. Rund 500 m nordöstlich des Gipfels verläuft die Bundesstraße 4, von der in Torfhaus die etwa westwärts verlaufende Landesstraße 504 (Steile-Wand-Straße) nach Altenau abzweigt.

## Berghöhe
Der Dehnenkopf ist etwa 775 m hoch. Wenige Meter westnordwestlich seines Gipfels ist topographischen Karten ein auf 773,6 m Höhe gelegener Messpunkt zu entnehmen.

## Wandern

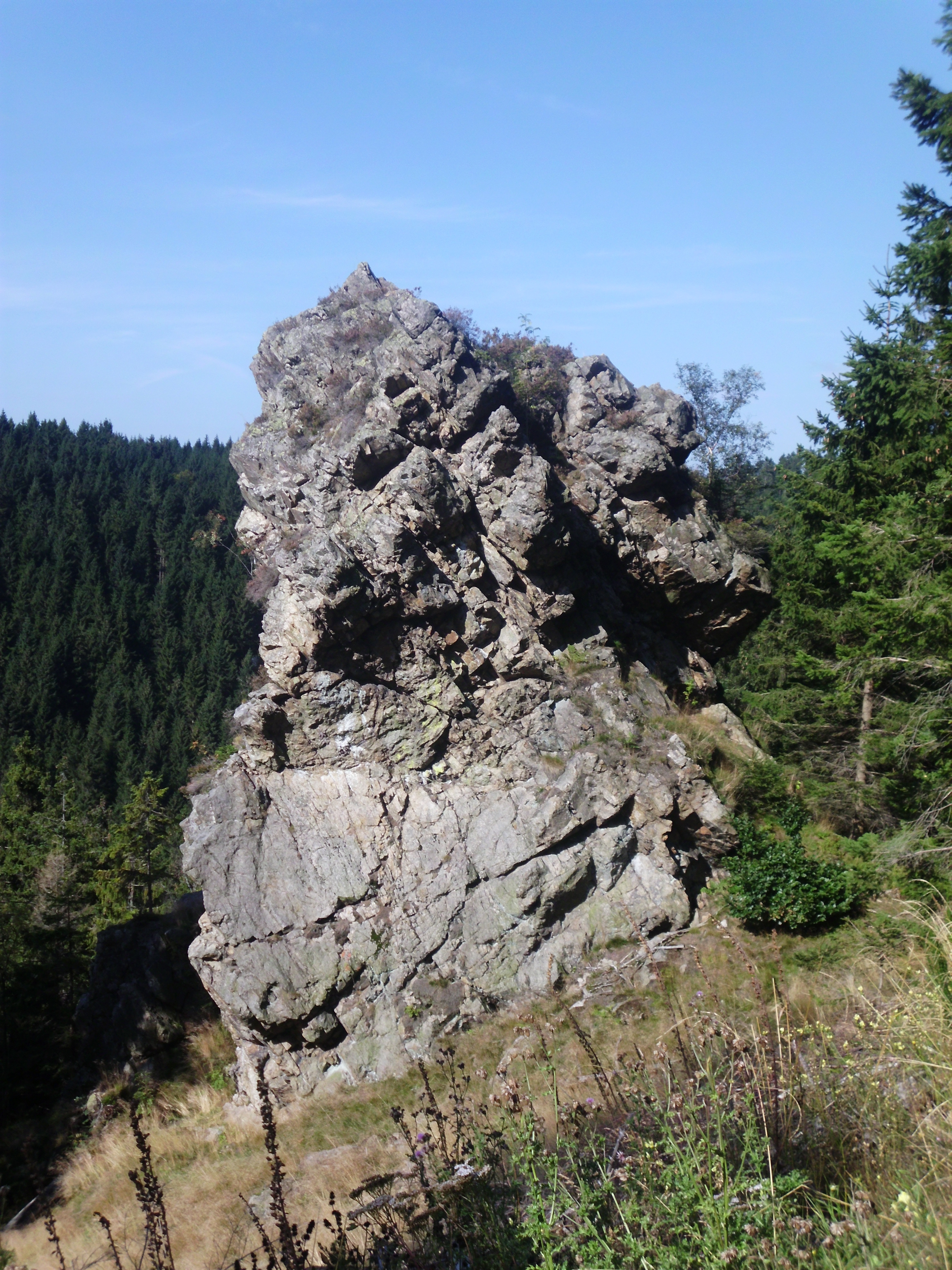
Jungfernklippe

Etwa 600 m südwestlich des Dehnenkopfgipfels liegt die Jungfernklippe (⊙), die maximal etwa 660 m Höhe erreicht. Die Felsformation ist als Nr. 221 in das System der Stempelstellen der Harzer Wandernadel einbezogen. Der Stempelkasten befindet sich wenige Meter östlich der Klippe an einem geschotterten Forst- und Wanderweg, der in Richtung Südosten leicht abwärts zum nahen Beginn des zum Oberharzer Wasserregal gehörenden Dammgrabens führt.